# Kenya az 1988. évi nyári olimpiai játékokon
Kenya a dél-koreai Szöulban megrendezett 1988. évi nyári olimpiai játékok egyik részt vevő nemzete volt. Az országot az olimpián 7 sportágban 74 sportoló képviselte, akik összesen 9 érmet szereztek.

## Érmesek
| Érem  | Versenyző         | Sportág   | Versenyszám          |
| ----- | ----------------- | --------- | -------------------- |
| Arany | Paul Ereng        | Atlétika  | Férfi 800 m          |
| Arany | Peter Rono        | Atlétika  | Férfi 1500 m         |
| Arany | John Ngugi        | Atlétika  | Férfi 5000 m         |
| Arany | Julius Kariuki    | Atlétika  | Férfi 3000 m akadály |
| Arany | Robert Wangila    | Ökölvívás | Váltósúly            |
| Ezüst | Douglas Wakiihuri | Atlétika  | Férfi maraton        |
| Ezüst | Peter Koech       | Atlétika  | Férfi 3000 m akadály |
| Bronz | Kipkemboi Kimeli  | Atlétika  | Férfi 10 000 m       |
| Bronz | Chris Sande       | Ökölvívás | Középsúly            |

## Atlétika
Férfi
| Versenyző                                                   | Versenyszám     | Előfutam | Előfutam | Előfutam | Negyeddöntő | Negyeddöntő | Negyeddöntő | Elődöntő | Elődöntő | Elődöntő | Döntő         | Döntő         |
| Versenyző                                                   | Versenyszám     | Idő      | Hely.    | Össz.    | Idő         | Hely.       | Össz.       | Idő      | Hely.    | Össz.    | Idő           | Helyezés      |
| ----------------------------------------------------------- | --------------- | -------- | -------- | -------- | ----------- | ----------- | ----------- | -------- | -------- | -------- | ------------- | ------------- |
| Peter Wekesa                                                | 100 m           | 10,50    | 2.       | 30.      | 10,43       | 5.          | 27.*        | kiesett  | kiesett  | kiesett  | kiesett       | kiesett       |
| Kennedy Ondiek                                              | 100 m           | 10,51    | 4.       | 31.***   | 10,57       | 6.          | 39.*        | kiesett  | kiesett  | kiesett  | kiesett       | kiesett       |
| Kennedy Ondiek                                              | 200 m           | 20,79    | 1.       | 9.       | 20,79       | 4.          | 15.         | kiesett  | kiesett  | kiesett  | kiesett       | kiesett       |
| Simeon Kipkemboi                                            | 400 m           | 46,15    | 2.       | 15.      | 45,44       | 5.          | 19.         | kiesett  | kiesett  | kiesett  | kiesett       | kiesett       |
| Lucas Sang                                                  | 400 m           | 46,85    | 2.       | 31.      | 45,72       | 6.          | 21.         | kiesett  | kiesett  | kiesett  | kiesett       | kiesett       |
| Elkana Nyangau                                              | 400 m           | 46,25    | 4.       | 18.      | 46,09       | 7.          | 27.         | kiesett  | kiesett  | kiesett  | kiesett       | kiesett       |
| Paul Ereng                                                  | 800 m           | 1:46,14  | 1.       | 1.       | 1:46,38     | 2.          | 10.         | 1:44,55  | 1.       | 1.       | 1:43,45       |               |
| Nixon Kiprotich                                             | 800 m           | 1:48,68  | 2.       | 26.      | 1:45,68     | 4.          | 5.          | 1:44,71  | 1.       | 2.       | 1:49,55       | 8.            |
| Juma Ndiwa                                                  | 800 m           | 1:47,11  | 3.       | 7.       | 1:47,27     | 6.          | 24.         | kiesett  | kiesett  | kiesett  | kiesett       | kiesett       |
| Peter Rono                                                  | 1500 m          | 3:37,65  | 1.       | 1.       |             |             |             | 3:38,25  | 2.       | 3.       | 3:35,96       |               |
| Kipkoech Cheruiyot                                          | 1500 m          | 3:39,98  | 1.       | 7.       |             |             |             | 3:38,09  | 1.       | 1.       | 3:37,94       | 7.            |
| Joseph Chesire                                              | 1500 m          | 3:41,72  | 4.       | 17.      |             |             |             | 3:39,17  | 6.       | 12.      | 3:40,82       | 11.           |
| John Ngugi                                                  | 5000 m          | 13:47,93 | 5.       | 19.      |             |             |             | 13:24,43 | 2.       | 9.       | 13:11,70      |               |
| Yobes Ondieki                                               | 5000 m          | 13:58,24 | 4.       | 27.      |             |             |             | 13:22,85 | 5.       | 5.       | 13:52,01      | 12.           |
| Charles Cheruiyot                                           | 5000 m          | 13:43,11 | 2.       | 2.       |             |             |             | 13:38,44 | 10.      | 21.      | kiesett       | kiesett       |
| Kipkemboi Kimeli                                            | 10 000 m        | 28:00,39 | 1.       | 1.       |             |             |             |          |          |          | 27:25,16      |               |
| Moses Tanui                                                 | 10 000 m        | 28:20,98 | 2.       | 11.      |             |             |             |          |          |          | 27:47,23      | 8.            |
| Boniface Merande                                            | 10 000 m        | 28:21,84 | 10.      | 12.      |             |             |             |          |          |          | nem ért célba | nem ért célba |
| Douglas Wakiihuri                                           | Maraton         |          |          |          |             |             |             |          |          |          | 2:10:47       |               |
| Ibrahim Hussein                                             | Maraton         |          |          |          |             |             |             |          |          |          | nem ért célba | nem ért célba |
| Joseph Kipsang                                              | Maraton         |          |          |          |             |             |             |          |          |          | nem ért célba | nem ért célba |
| Joseph Maritim                                              | 400 m gát       | 49,64    | 3.       | 7.       |             |             |             | 49,50    | 5.       | 10.      | kiesett       | kiesett       |
| Simon Kitur                                                 | 400 m gát       | 49,88    | 2.       | 11.      |             |             |             | 49,74    | 6.       | 12.      | kiesett       | kiesett       |
| Gideon Yego                                                 | 400 m gát       | 49,80    | 3.       | 10.      |             |             |             | kizárták | kizárták | kizárták | kiesett       | kiesett       |
| Julius Kariuki                                              | 3000 m akadály  | 8:33,42  | 2.       | 7.       |             |             |             | 8:18,53  | 4.       | 10.      | 8:05,51       |               |
| Peter Koech                                                 | 3000 m akadály  | 8:31,66  | 3.       | 4.       |             |             |             | 8:15,68  | 2.       | 2.       | 8:06,79       |               |
| Patrick Sang                                                | 3000 m akadály  | 8:36,11  | 1.       | 11.      |             |             |             | 8:16,70  | 4.       | 5.       | 8:15,22       | 7.            |
| Elkana Nyangau Kennedy Ondiek Simeon Kipkemboi Peter Wekesa | 4 × 100 m váltó | 40,30    | 4.       | 16.      |             |             |             | 39,47    | 6.       | 13.      | kiesett       | kiesett       |
| Tito Sawe Lucas Sang Paul Ereng Simeon Kipkemboi            | 4 × 400 m váltó | 3:05,21  | 2.       | 5.       |             |             |             | 3:03,24  | 2.       | 7.       | 3:04,69       | 8.            |
| William Sawe                                                | 50 km gyaloglás |          |          |          |             |             |             |          |          |          | 4:25:24       | 35.           |

| Versenyző   | Versenyszám | Selejtező             | Selejtező             | Döntő    | Döntő    |
| Versenyző   | Versenyszám | Eredmény              | Helyezés              | Eredmény | Helyezés |
| ----------- | ----------- | --------------------- | --------------------- | -------- | -------- |
| David Lamai | Távolugrás  | érvényes ugrás nélkül | érvényes ugrás nélkül | kiesett  | kiesett  |

Női
| Versenyző        | Versenyszám | Előfutam | Előfutam | Előfutam | Negyeddöntő | Negyeddöntő | Negyeddöntő | Elődöntő | Elődöntő | Elődöntő | Döntő   | Döntő    |
| Versenyző        | Versenyszám | Idő      | Hely.    | Össz.    | Idő         | Hely.       | Össz.       | Idő      | Hely.    | Össz.    | Idő     | Helyezés |
| ---------------- | ----------- | -------- | -------- | -------- | ----------- | ----------- | ----------- | -------- | -------- | -------- | ------- | -------- |
| Joyce Odhiambo   | 100 m       | 11,90    | 7.       | 46.*     | kiesett     | kiesett     | kiesett     | kiesett  | kiesett  | kiesett  | kiesett | kiesett  |
| Joyce Odhiambo   | 200 m       | 24,26    | 5.       | 38.      | kiesett     | kiesett     | kiesett     | kiesett  | kiesett  | kiesett  | kiesett | kiesett  |
| Susan Sirma      | 1500 m      | 4:10,13  | 10.      | 19.      |             |             |             | kiesett  | kiesett  | kiesett  | kiesett | kiesett  |
| Susan Sirma      | 3000 m      | 9:06,90  | 14.      | 27.      |             |             |             |          |          |          | kiesett | kiesett  |
| Pascaline Wangui | Maraton     |          |          |          |             |             |             |          |          |          | 2:47:42 | 49.      |
| Rose Tata-Muya   | 400 m gát   | 56,18    | 4.       | 19.*     |             |             |             |          |          |          | kiesett | kiesett  |

* - egy másik versenyzővel azonos eredményt ért el

*** - három másik versenyzővel azonos eredményt ért el

## Birkózás
Kötöttfogású
| Versenyző      | Versenyszám | Vigaszágas kiesés | Vigaszágas kiesés | Helyosztók        | Helyosztók        | Bronz- mérkőzés   | Döntő             | Helyezés    |
| Versenyző      | Versenyszám | Vigaszágas kiesés | Vigaszágas kiesés | 7. helyért        | 5. helyért        | Bronz- mérkőzés   | Döntő             | Helyezés    |
| Versenyző      | Versenyszám | Ellenfél Eredmény | Hely.             | Ellenfél Eredmény | Ellenfél Eredmény | Ellenfél Eredmény | Ellenfél Eredmény | Helyezés    |
| -------------- | ----------- | --- | ----------------- | ----------------- | ----------------- | ----------------- | ----------------- | ----------- |
| Lamachi Elimu  | 52 kg       | B csoport · Hu Zsi-csa (Hu Richa) (CHN) · 2–18 · Vadász Csaba (HUN) · kétvállas                                        | 9.                | kiesett           | kiesett           | kiesett           | kiesett           | helyezetlen |
| Kiptoo Salbei  | 68 kg       | B csoport · Georgi Karamanliev (BUL) · 0–15 · Levon Dzsulfalakjan (URS) · 0–16                                         | 12.               | kiesett           | kiesett           | kiesett           | kiesett           | helyezetlen |
| Maisiba Obwoge | 100 kg      | B csoport · Oumar Samba Sy (MTN) · kétvállas · a 2. fordulóban erőnyerő · Ju Jongjol (Yu Yeong-Yeol) (KOR) · kétvállas | 7.                | kiesett           | kiesett           | kiesett           | kiesett           | helyezetlen |

Szabadfogású
| Versenyző       | Versenyszám | Vigaszágas kiesés                                                                      | Vigaszágas kiesés | Helyosztók        | Helyosztók        | Bronz- mérkőzés   | Döntő             | Helyezés    |
| Versenyző       | Versenyszám | Vigaszágas kiesés                                                                      | Vigaszágas kiesés | 7. helyért        | 5. helyért        | Bronz- mérkőzés   | Döntő             | Helyezés    |
| Versenyző       | Versenyszám | Ellenfél Eredmény                                                                      | Hely.             | Ellenfél Eredmény | Ellenfél Eredmény | Ellenfél Eredmény | Ellenfél Eredmény | Helyezés    |
| --------------- | ----------- | -------------------------------------------------------------------------------------- | ----------------- | ----------------- | ----------------- | ----------------- | ----------------- | ----------- |
| Lamachi Elimu   | 52 kg       | B csoport · Oscar Muñoz (COL) · kétvállas · Tserenbaataryn Enkhbayar (MGL) · kétvállas | 12.               | kiesett           | kiesett           | kiesett           | kiesett           | helyezetlen |
| Waruingi Kimani | 57 kg       | B csoport · Mourad Zelfani (TUN) · 0–18 · Asgari Mohammadian (IRI) · 0–15              | 12.               | kiesett           | kiesett           | kiesett           | kiesett           | helyezetlen |
| Kiptoo Salbei   | 68 kg       | A csoport · Herminio Hidalgo (PAN) · 3–19 · Jeórjiosz Athanasziádisz (GRE) · kétvállas | 12.               | kiesett           | kiesett           | kiesett           | kiesett           | helyezetlen |
| Maisiba Obwoge  | 100 kg      | B csoport · Vasile Puşcaşu (ROU) · kétvállas · Babacar Sar (MTN) · kétvállas           | 9.                | kiesett           | kiesett           | kiesett           | kiesett           | helyezetlen |

## Cselgáncs
| Versenyző          | Versenyszám | Csoport | Selejtező                           | 32-es főtábla                                  | Nyolcaddöntő      | Negyeddöntő       | Elődöntő          | Vigaszág nyolcaddöntő | Vigaszág negyeddöntő | Vigaszág elődöntő | Bronz- mérkőzés   | Döntő             | Helyezés |
| Versenyző          | Versenyszám | Csoport | Ellenfél Eredmény                   | Ellenfél Eredmény                              | Ellenfél Eredmény | Ellenfél Eredmény | Ellenfél Eredmény | Ellenfél Eredmény     | Ellenfél Eredmény    | Ellenfél Eredmény | Ellenfél Eredmény | Ellenfél Eredmény | Helyezés |
| ------------------ | ----------- | ------- | ----------------------------------- | ---------------------------------------------- | ----------------- | ----------------- | ----------------- | --------------------- | -------------------- | ----------------- | ----------------- | ----------------- | -------- |
| John Bogie         | Harmatsúly  | A       | Vicente Céspedes (PAR) · 0000–0014  | kiesett                                        | kiesett           | kiesett           | kiesett           |                       |                      |                   |                   |                   | 34.      |
| Nelson Ombito      | Könnyűsúly  | A       | erőnyerő                            | Mike Swain (USA) · 0000–0200                   | kiesett           | kiesett           | kiesett           |                       |                      |                   |                   |                   | 19.*     |
| James Kihara       | Váltósúly   | A       | Vítorino González (ESP) · 0000–1000 | kiesett                                        | kiesett           | kiesett           | kiesett           |                       |                      |                   |                   |                   | 34.      |
| Tiberius Nyachwaya | Középsúly   | B       | erőnyerő                            | Kim Szunggju (Kim Seung-Gyu) (KOR) · 0000–0201 | kiesett           | kiesett           | kiesett           |                       |                      |                   |                   |                   | 19.      |

* - Az A csoportban szereplő, eredetileg bronzérmes brit Kerrith Brownt utólag kizárták, ezért Ombito a 20. helyett a 19. helyen végzett.

## Gyeplabda

### Férfi
| Kenyai férfi gyeplabdacsapat-játékoskeret                                                                                               | Kenyai férfi gyeplabdacsapat-játékoskeret |
| --- | --- |
| - Paul Sewe Omany - Parminder Singh Saini - Roy Odhier - Charles Oguk - John Eliud Okoth - Michael Omondi - Samuel Ngoyo - Peter Akatsa | - Sanjiwan Goyal - Christopher Otambo - Lucas Alubaha - Victor Owino - Samson Oriso - Inderjit Singh Matharu - Samson Muange - Julius Mutinda |

#### Eredmények
Csoportkör
A csoport
| Csapat              | M | Gy | D | V | G+ | G– | Gk  | P  |
| ------------------- | - | -- | - | - | -- | -- | --- | -- |
| Ausztrália (AUS)    | 5 | 5  | 0 | 0 | 19 | 3  | +16 | 10 |
| Hollandia (NED)     | 5 | 3  | 1 | 1 | 12 | 6  | +6  | 7  |
| Pakisztán (PAK)     | 5 | 3  | 0 | 2 | 15 | 8  | +7  | 6  |
| Argentína (ARG)     | 5 | 2  | 0 | 3 | 8  | 12 | –4  | 4  |
| Spanyolország (ESP) | 5 | 1  | 1 | 3 | 6  | 10 | –4  | 3  |
| Kenya (KEN)         | 5 | 0  | 0 | 5 | 5  | 26 | –21 | 0  |

| 1988. szeptember 18. | Ausztrália (AUS) | 7–1 | Kenya (KEN) |  |
| 1988. szeptember 18. | (3–0)            |     |             |  |

| 1988. szeptember 20. | Pakisztán (PAK) | 8–0 | Kenya (KEN) |  |
| 1988. szeptember 20. | (4–0)           |     |             |  |

| 1988. szeptember 22. | Kenya (KEN) | 2–4 | Spanyolország (ESP) |  |
| 1988. szeptember 22. | (1–3)       |     |                     |  |

| 1988. szeptember 24. | Hollandia (NED) | 2–1 | Kenya (KEN) |  |
| 1988. szeptember 24. | (1–0)           |     |             |  |

| 1988. szeptember 26. | Argentína (ARG) | 5–1 | Kenya (KEN) |  |
| 1988. szeptember 26. | (1–1)           |     |             |  |

A 9–12. helyért
| 1988. szeptember 28. | Dél-Korea (KOR) | 5–2 (h. u.) | Kenya (KEN) |  |
| 1988. szeptember 28. | (2–1, 2–2, 5–2) |             |             |  |

A 11. helyért
| 1988. szeptember 29. | Kanada (CAN) | 3–1 | Kenya (KEN) |  |
| 1988. szeptember 29. | (3–0)        |     |             |  |

| Csapat      | Helyezés |
| ----------- | -------- |
| Kenya (KEN) | 12.      |

## Ökölvívás
| Versenyző        | Versenyszám     | Selejtező                    | 32-es főtábla                      | Nyolcaddöntő                           | Negyeddöntő                  | Elődöntő                          | Döntő                        | Helyezés |
| Versenyző        | Versenyszám     | Ellenfél Eredmény            | Ellenfél Eredmény                  | Ellenfél Eredmény                      | Ellenfél Eredmény            | Ellenfél Eredmény                 | Ellenfél Eredmény            | Helyezés |
| ---------------- | --------------- | ---------------------------- | ---------------------------------- | -------------------------------------- | ---------------------------- | --------------------------------- | ---------------------------- | -------- |
| Maurice Maina    | Papírsúly       | erőnyerő                     | Mohamed Haddad (SYR) · 4:1         | Chatchai Sasakul (THA) · 0:5           | kiesett                      | kiesett                           | kiesett                      | 9.       |
| Anthony Ikegu    | Légsúly         | erőnyerő                     | Philippe Desavoye (FRA) · RSC      | kiesett                                | kiesett                      | kiesett                           | kiesett                      | 17.      |
| Steve Mwema      | Harmatsúly      | erőnyerő                     | Ram Bahadur Giri (NEP) · RSC       | Alberto Machaze (MOZ) · 5:0            | Kennedy McKinney (USA) · 0:5 | kiesett                           | kiesett                      | 5.       |
| John Wanjau      | Pehelysúly      | Szőke László (HUN) · 3:2     | Regilio Tuur (NED) · 1:4           | kiesett                                | kiesett                      | kiesett                           | kiesett                      | 17.      |
| Patrick Waweru   | Könnyűsúly      | Andreas Zülow (GDR) · 0:5    | kiesett                            | kiesett                                | kiesett                      | kiesett                           | kiesett                      | 33.      |
| David Kamau      | Kisváltósúly    | Abidnasir Shabab (JOR) · RSC | Martin N'Dongo Ebanga (CMR) · 5:0  | Sodnomdarjaagiin Altansükh (MGL) · 0:5 | kiesett                      | kiesett                           | kiesett                      | 9.       |
| Robert Wangila   | Váltósúly       | erőnyerő                     | Đorđe Petronijević (YUG) · RSC     | Khaidavyn Gantulga (MGL) · feladta     | Hriszto Furnigov (BUL) · 5:0 | Jan Dydak (POL) · mérkőzés nélkül | Laurent Boudouani (FRA) · KO |          |
| Mohamad Orungi   | Nagyváltósúly   | erőnyerő                     | Apolinário de Silveira (ANG) · RSC | kiesett                                | kiesett                      | kiesett                           | kiesett                      | 17.      |
| Chris Sande      | Középsúly       | erőnyerő                     | Juan Carlos Montiel (URU) · KO     | Paul Kamela (CMR) · 5:0                | Franco Wanyama (UGA) · 5:0   | Henry Maske (GDR) · 0:5           | kiesett                      |          |
| Joseph Akhasamba | Félnehézsúly    |                              | Jeffrey Nedd (ARU) · RSC           | Sione Vaveni Talia'uli (TGA) · 5:0     | Damir Škaro (YUG) · 0:5      | kiesett                           | kiesett                      | 5.       |
| Harold Obunga    | Nehézsúly       |                              | erőnyerő                           | Tualau Fale (TGA) · RSC                | Andrzej Gołota (POL) · 0:5   | kiesett                           | kiesett                      | 5.       |
| Crispine Odera   | Szupernehézsúly |                              | erőnyerő                           | Lennox Lewis (CAN) · RSC               | kiesett                      | kiesett                           | kiesett                      | 9.       |

RSC – a mérkőzésvezető megállította a mérkőzést

## Sportlövészet
Férfi
| Versenyző   | Versenyszám    | Selejtező | Selejtező | Döntő   | Döntő    |
| Versenyző   | Versenyszám    | Pont      | Helyezés  | Pont    | Helyezés |
| ----------- | -------------- | --------- | --------- | ------- | -------- |
| Shuaib Adam | Légpisztoly    | 556       | 44.       | kiesett | kiesett  |
| Shuaib Adam | Szabadpisztoly | 532       | 42.       | kiesett | kiesett  |

## Súlyemelés
| Versenyző    | Versenyszám | Szakítás | Szakítás | Lökés                    | Lökés                    | Összesen | Helyezés |
| Versenyző    | Versenyszám | Eredmény | Helyezés | Eredmény                 | Helyezés                 | Összesen | Helyezés |
| ------------ | ----------- | -------- | -------- | ------------------------ | ------------------------ | -------- | -------- |
| Juma Abudu   | 60 kg       | 90,0     | 14.      | 110,0                    | 11.                      | 200,0    | 11.      |
| David Maina  | 75 kg       | 105,0    | 22.      | érvényes kísérlet nélkül | érvényes kísérlet nélkül | kiesett  | kiesett  |
| Suleman Juma | 90 kg       | 120,0    | 23.      | 145,0                    | 22.                      | 265,0    | 22.      |
| Pius Ochieng | 110 kg      | 125,0    | 17.      | 170,0                    | 14.                      | 295,0    | 15.      |